# Amir Aguid
Amir Aguid (en arabe : أمير عقيد) est un footballeur algérien né le 26 septembre 1992 à Tlemcen. Il évolue au poste d'arrière droit au CR Témouchent.

## Biographie
Amir Aguid commence sa carrière au WA Tlemcen. Il joue avec cette équipe, cinq matchs en première division, et 23 matchs en deuxième division.
En 2014, il est transféré au MO Béjaïa. Il joue avec cette équipe, 36 matchs en première division. Il participe également à la Ligue des champions d'Afrique en 2016 (deux matchs). Par ailleurs, avec Béjaïa, il remporte son premier titre, la Coupe d'Algérie.
En 2016, il rejoint le club du MC Oran. Il joue avec cette équipe, dix matchs en première division.
Il évolue par la suite dans des clubs de deuxième division : la JSM Skikda, l'ASM Oran et l'ES Mostaganem. Lors de la saison 2018-2019, il inscrit avec Mostaganem ses deux premiers buts en championnat.

## Palmarès
MO Béjaïa
- Championnat d'Algérie :
  - Vice-champion : 2014-15.

- Coupe d'Algérie (1) :
  - Vainqueur : 2014-15.